# Chrysolina affinis
Chrysolina affinis é uma espécie de artrópode pertencente à família Chrysomelidae.